# Sobralia mutisii
Sobralia mutisii är en orkidéart som beskrevs av Pedro Ortiz Valdivieso. Sobralia mutisii ingår i släktet Sobralia och familjen orkidéer.
Artens utbredningsområde är Colombia. Inga underarter finns listade i Catalogue of Life.